# Parti libéral démocratique italien
Le Parti libéral démocratique italien (italien : Partito Liberale Democratico Italiano, PLDI ou Partito della Democrazia Liberale, PLD) était un parti politique social-libéral actif en Italie dans les premières décennies du 20e siècle. Au départ, le parti était une alliance entre des libéraux progressistes, appelés Libéraux, Démocrates et Radicaux.

## Histoire
L'alliance des Libéraux, Démocrates et Radicaux a été formée pour les élections générales de 1919. Elle est arrivée en troisième position après le Parti socialiste italien et le Parti populaire italien, avec 15,9 % et 96 sièges, obtenant de bons résultats dans le Piémont et l'Italie du Sud, notamment en Sicile, la région natale du leader du parti et ancien Premier ministre Vittorio Emanuele Orlando.
Le Parti libéral démocratique (PLD) a été formé pour les élections générales de 1921 par l'union des politiciens individuels, dont la plupart avaient participé aux listes électorales communes entre les radicaux et les libéraux dans de nombreuses circonscriptions uninominales du pays en 1919, obtenant 16,0% des voix et 96 sièges à la Chambre des députés. En 1921, le PLD a obtenu 10,5 % des voix et 68 sièges, avec des résultats particulièrement bons dans le Piémont et l'Italie du Sud.
Après la Seconde Guerre mondiale, les anciens radicaux et démocrates dirigés par Francesco Saverio Nitti ont rejoint l'Union nationale démocratique aux côtés des libéraux et d'autres éléments de l'ancienne élite libérale qui a gouverné l'Italie depuis les années de Giovanni Giolitti jusqu'à l'ascension de Benito Mussolini et l'instauration du régime fasciste.

## Idéologie
Le Parti libéral démocratique était l'expression du libéralisme et du radicalisme en Italie. La classe moyenne, y compris la bourgeoisie des villes, les propriétaires de petites entreprises et les artisans comptaient parmi ses partisans. Il y avait également un groupe principal de radicaux, qui soutenaient le suffrage universel et l'école publique universelle pour tous les enfants.

## Résultats électoraux
| Chambre des députés |              |      |          |     |                           |
| Année électorale    | Votes        | %    | Sièges   | +/− | Leader                    |
| 1919                | 490 384 (5e) | 15,9 | 96 / 508 | –   | Vittorio Emanuele Orlando |
| 1921                | 684 855 (4e) | 10,4 | 68 / 535 | 28  | Francesco Saverio Nitti   |
| 1924                | 157 932 (8e) | 2,2  | 14 / 508 | 54  | Vittorio Emanuele Orlando |

## Source
- (it) Cet article est partiellement ou en totalité issu de l’article de Wikipédia en italien intitulé « Partito Liberale Democratico Italiano » (voir la liste des auteurs).